# مردان گیاه‌خوار

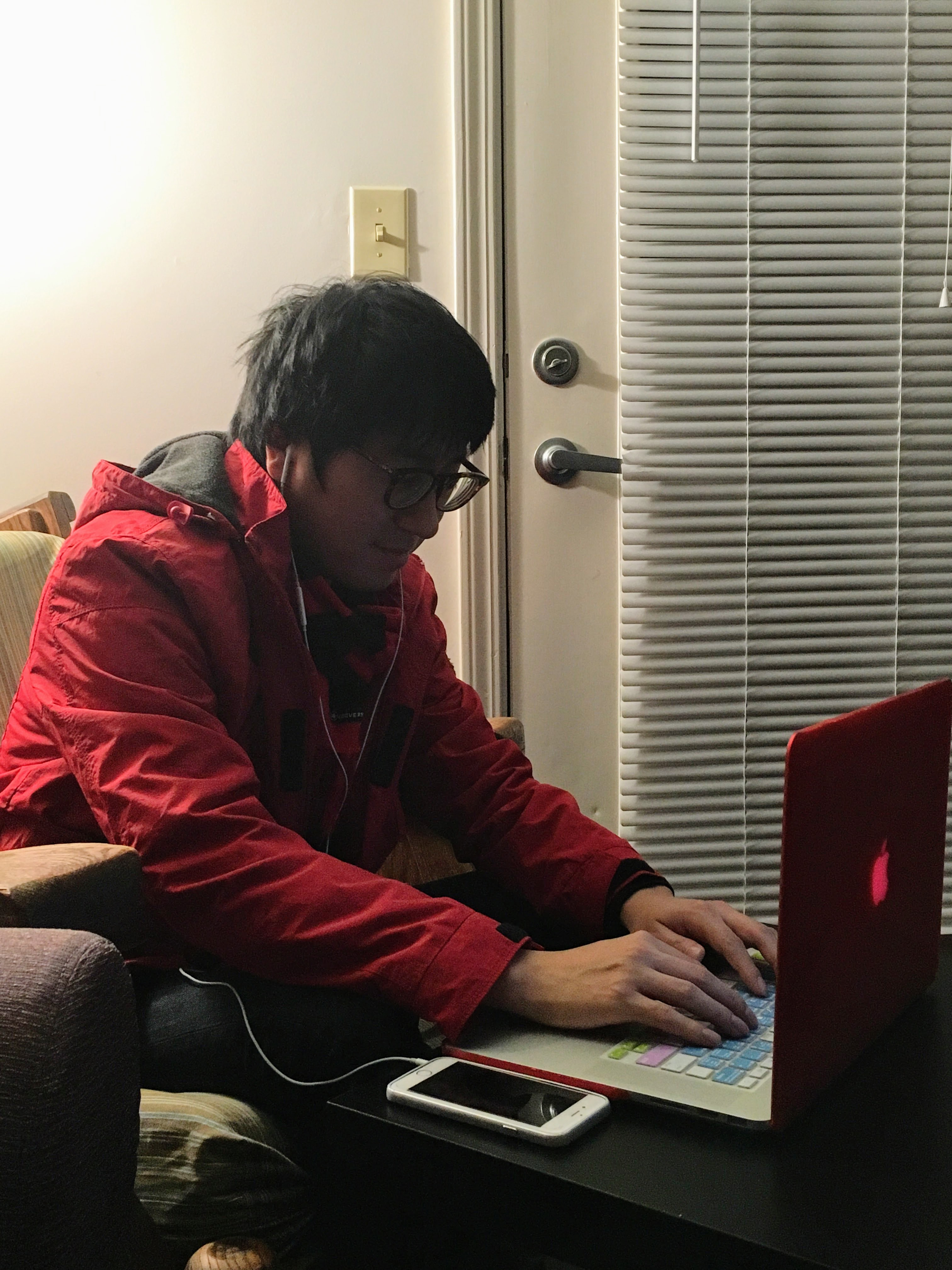
مردان گیاه‌خوار

مردان گیاه‌خوار (به ژاپنی: 草食(系)男子، Sōshoku(-kei) danshi) پدیده‌ای اجتماعی در ژاپن و اصطلاحی است که برای نامیدن مردانی به کار می‌رود که از ازدواج یا داشتن دوست‌دختر اجتناب می‌کنند. طبق این نظر، مردان را گیاه‌خوار (草食系 sōshoku-kei) یا گوشت‌خوار (肉食系 nikushoku-kei) دسته‌بندی می‌کنند. در سپتامبر ۲۰۱۰، ۳۶٪ مردان بین ۱۶ تا ۱۹ ساله خود را از این دسته به شمار می‌آورده‌اند. همچنین در دو پژوهش دیگر، ۶۱٪ و ۷۰٪ مردان بین ۲۰ تا ۳۰ ساله خود را از این دسته دانسته‌اند. این پدیده از سوی دولت ژاپن برای اقتصاد و نرخ رشد جمعیت، مضر شناخته شده و کوشش شده که با انگیزاننده‌هایی همچون پرداخت پول و تسهیلات خدمات درمانی، افراد را به ازدواج و داشتن فرزند تشویق کنند.
این اصطلاح، ابتدا توسط ماکی فوکاساوا در ۱۳ اکتبر ۲۰۰۶ در مقاله‌ای بکار برده شد و در سال‌های ۲۰۰۸ و ۲۰۰۹ به سرعت فراگیر شد.
طبق گفته‌های فوکاساوا، یک سوشوکو دانشی، بدون روابط رمانتیک نیست، بلکه نوعی گرایش غیرآشکار نامتفاوت به این روابط دارد. بعدها، فیلسوف ژاپنی، ماساهیرو موریوکا، مردان گیاه‌خوار را چنین تعریف کرد: پسران خوب نسل جدید، که علاقه‌ای به خوردن پرخاشگرانه گوشت ندارند، بلکه ترجیح می‌دهند که گیاه را شانه‌به‌شانه جنس مخالف خود بخورند.

## دلایل
دلایل اجتماعی و اقتصادی بسیاری پشت این پدیده اجتماعی وجود دارد. بیشتر، کاهش قدرت اقتصاد ژاپن را از مهمترین دلایلی می‌دانند که دیدگاه مردان ژاپنی را از نظریه نرینگی متداول و برعهده گرفتن نقش‌های اجتماعی دور کرده‌است؛ و باعث شده که امروزه بیش از ۲،۵۰۰،۰۰۰ فری‌تر (شخص بیکار یا بدون شغل دائم) و بین ۶۵۰،۰۰۰ تا ۸۵۰،۰۰۰ نیت (شخص جوان بدون کار یا آموزش) بین ۱۹ تا ۳۵ سال در ژاپن وجود داشته‌باشند. بسیاری از این مردان جوان، از جمله نییت‌ها، که معمولاً بدون خدمات رفاهی دولتی زندگی می‌کنند، به سرگرمی‌هایی از قبیل بازی ویدئویی، انیمه، مید کافه و پورنوگرافی روی می‌آورند.
مسائل دیگری، از جمله قضاوت بد دیگر افراد جامعه نسبت به آنان نیز به افزایش میزان این افراد منجر شده‌است. دیدگاه‌های زنان نسبت به ضعیف بودن این افراد و همچنین نداشتن شغل دائم از دلایلی است که افراد را به پیوستن به این دسته ترغیب می‌کند.